# Oreste Tarditi
Oreste Tarditi (Novello, 15 dicembre 1908 – Novello, 1991) è stato un pittore italiano, la cui produzione è principalmente incentrata sulla paesaggistica con tecnica acquerellista.

## Biografia
Figlio di Pasquale Tarditi, messo comunale ed agricoltore, e Clementina Sottimano, casalinga, in gioventù lavorò come lavabotti e addetto alla stalla a Dogliani, presso l'oleificio Tomatis. Dopo due anni di lavoro in campagna, iniziò a frequentare l'istituto professionale di Mondovì, ove apprese l'arte del disegno da Antonio Cangioli. Nel 1927 entrò come volontario nel Corpo di Pubblica Sicurezza di Torino, fu successivamente confermato e svolse servizio in quel corpo come marconista per 32 anni, fino al 1959, dopo aver raggiunto il grado di maresciallo. A Torino conobbe Agide Noelli, che lo instradò verso l'arte dell'acquerello. Il 14 giugno 1939 sposò a Dogliani Agostina Barroero, che aveva conosciuto nel periodo in cui lavorava presso Tomatis. Nel dopoguerra incontrò Severino Furletti, anche lui acquarellista, con cui collaborò per il decennio successivo. Iniziò ad esporre negli anni Cinquanta e Sessanta a Genova, Asti e Cremona. Nel 1973 espone al Palazzo Civico di Cuneo e alla Biblioteca Civica di Alba. Negli anni successivi espone a Genova, Alba, Cuneo e Mondovì. Alcune sue opere sono esposte al Museo Civico di Cuneo.